# Berguglie
Berguglie o scoglio Berguglie (in croato Brguljski otočić) è un isolotto disabitato della Croazia situato di fronte all'insediamento omonimo sull'isola di Melada.
Amministrativamente appartiene alla città di Zara, nella regione zaratina.

## Geografia
Berguglie si trova nella parte nordorientale della baia o vallone di Berguglie, 190 m a sudovest della sua costa orientale, e poco a sud della più piccola insenatura di uvala Vrulje, di fronte al porto dell'insediamento omonimo sull'isola di Melada. Nel punto più ravvicinato, punta Darchio (Artić) nel comune di Brevilacqua, dista dalla terraferma 22,4 km.
Berguglie è un isolotto di forma di ovoidale, più stretto nella parte meridionale e orientato in direzione nordovest-sudest, che misura 455 m di lunghezza e 285 m di larghezza massima. Ha una superficie di 0,0963 km² e uno sviluppo costiero di 1,156 km. Al centro, raggiunge un'elevazione massima di 26 m s.l.m..

### Cartografia
- (HR) Mappa topografica della Croazia 1:25000, su preglednik.arkod.hr.